# Little 15
| Recensione | Giudizio |
| ---------- | -------- |
| AllMusic   |          |

Little 15 è un singolo del gruppo musicale britannico Depeche Mode, pubblicato il 16 maggio 1988 come quarto estratto dall'album Music for the Masses.

## Descrizione
Secondo quanto dichiarato da Alan Wilder in un'intervista per il documentario Sometimes You Need to Play New Jokes incluso nell'edizione rimasterizzata di Music for the Masses, Little 15 è stata una delle ultime tracce di cui il gruppo si è occupato durante le sessioni di registrazioni dell'album.
La demo del brano, cantata e suonata da Martin Gore, è stata pubblicata nel 2009, insieme ad altre demo della band, in occasione dell'uscita di Sounds of the Universe su un disco bonus ad edizione limitata. Si tratta della demo meno recente dei Depeche Mode ad essere stata pubblicata in via ufficiale.

## Promozione
Pubblicato su insistenza di un'etichetta francese, il brano fu poi inserito nella raccolta The Singles 86-98 (dove è erroneamente riportato che il singolo fu pubblicato esclusivamente per mercato francese).
Sul lato B dell'edizione a 45 giri del singolo sono presenti un brano strumentale inedito intitolato Stjarna (svedese per "stella", titolo travisato dall'etichetta che riporta St. Jarna sulle copertine delle edizioni su vinile) e un'esecuzione del Chiaro di luna di Ludwig van Beethoven suonata da Alan Wilder registrata di nascosto da Gore.
Una versione remixata dal produttore discografico tedesco Ulrich Schnauss è stata selezionata per la raccolta Remixes 81-04.

## Video musicale
Il video, diretto da Martyn Atkins e caratterizzato da un particolare filtro rosa, è stato girato nei pressi e all'interno della Torre Trellick di Londra - ritrae il gruppo in atmosfera seria e cupa. In una delle scene Gore mima una parte del brano su un piccolo pianoforte giocattolo, numeri e orologi segnano l'inesorabile trascorrere del tempo.

## Tracce
Testi e musiche di Martin L. Gore.
1. Little 15 (Album Version) – 4:15
2. Stjarna (Single Version) – 4:25

## Formazione
- David Gahan - voce
- Martin Lee Gore - sintetizzatori, cori, campionatore
- Andrew Fletcher - sintetizzatori, campionatore
- Alan Wilder - sintetizzatori, pianoforte, campionatore

## Classifiche
| Classifica (1988) | Posizione massima |
| ----------------- | ----------------- |
| Austria           | 25                |
| Germania          | 16                |
| Regno Unito       | 60                |
| Svizzera          | 18                |